# Río Noya
El río Noya (en catalán: Anoia) es un río español, afluente del río Llobregat por su margen derecha. Tiene cuatro fuentes entre Calaf y Argensola, que se unen en el término municipal de Jorba conformando el río Noya propiamente. Desemboca en el Llobregat en el municipio de Martorell.
El único pantano de la cuenca es el embalse de San Martín de Tous, un pequeño embalse de 1,3 hm³ en la riera de Tous. Cabe destacar que entre 1880 y 1973, se proyectó la construcción de la presa de Jorba, en el mismo Noya, llegando a ser incluida en el plan de Obras Públicas de 1943 y a licitarse sus obras en 1951. Si se hubiera construido, tendría la capacidad de 4,5 hm³, pudiendo regar unas 1.270 hectáreas.

## Afluentes
- Riera de Carme[7]
- Riera Gran[8]
- Riera de Miralles[9]
- Riera de Lavernó[10]
- La Rierussa[11]
- Río de Bitlles[12]
- Río de Gost[13]
- Torrente de Can Llopard
- Torrente de Santa María[14]

## Poblaciones
- Jorba
- Igualada
- Santa Margarita de Montbuy
- Vilanova del Camí
- La Pobla de Claramunt
- Capellades
- Cabrera de Igualada
- Vallbona
- Piera
- San Sadurní de Noya
- Gelida
- Martorell